# Коринтски съюз
Коринтският съюз е военно-политическо обединение на гръцките градове-държави, създадено от Филип II Македонски през зимата на 338 г. пр. Хр./337 г. пр. Хр. за съдействие на войските му във войната срещу Персия. Названието „коринтски съюз“ е дадено от съвременните историци.
Основните положения, важащи за членовете на съюза, са:
- Държавите, влизащи в обединението, запазват конституцията си.
- Синедрионът или конгресът на представителите трябва да се събира в Коринт.
- Съюзът предприема действия за предотвратяване на актове на агресия или диверсия по отношение на който и да е от членовете си.
- Съюзът поддържа армия, предоставена от членовете пропорционално на големината им.
- За командващ армията на съюза е обявен Филип.

В допълнение Филип заема гарнизоните на Коринт, Тива/Тесалийска Тива и Амбракия. Той бил в състояние да вземе такива мерки, след като разгромил обединената армия на Тива и Атина в битката при Херонея.